# NBCカウントダウンミュージック
『NBCカウントダウンミュージック』（エヌビーシーカウントダウンミュージック）は、長崎放送が製作し2017年4月1日より放送されている音楽番組である。

## 放送時間
- 土曜 22:00 - 22:55、日曜 12:00 - 12:55（再放送）（2017年4月1日 - 2018年3月31日）
- 日曜 12:00 - 12:55（2018年4月8日 - 2021年3月28日）
- 日曜 14:00 - 14:55（2021年4月4日 - ）

## パーソナリティ
- 谷口亜純（2017年4月1日 - 2018年3月31日）
- タナカハルナ（2018年4月8日 - ）